# Ирена Гессен-Дармштадтская
Ире́на Ге́ссен-Дармшта́дтская (нем. Irene von Hessen-Darmstadt), при крещении Ире́на Луи́за Мари́я А́нна Ге́ссен-Дармшта́дтская (нем. Irene Luise Maria Anna von Hessen-Darmstadt); 11 июля 1866, Neues Palais — 11 ноября 1953, Хеммельмарк, Шлезвиг-Гольштейн, ФРГ) — дочь Людвига IV, великого герцога Гессенского и принцессы Алисы Великобританской, супруга принца Генриха Прусского, сестра российской императрицы Александры Фёдоровны и великой княгини Елизаветы Фёдоровны.

## Биография

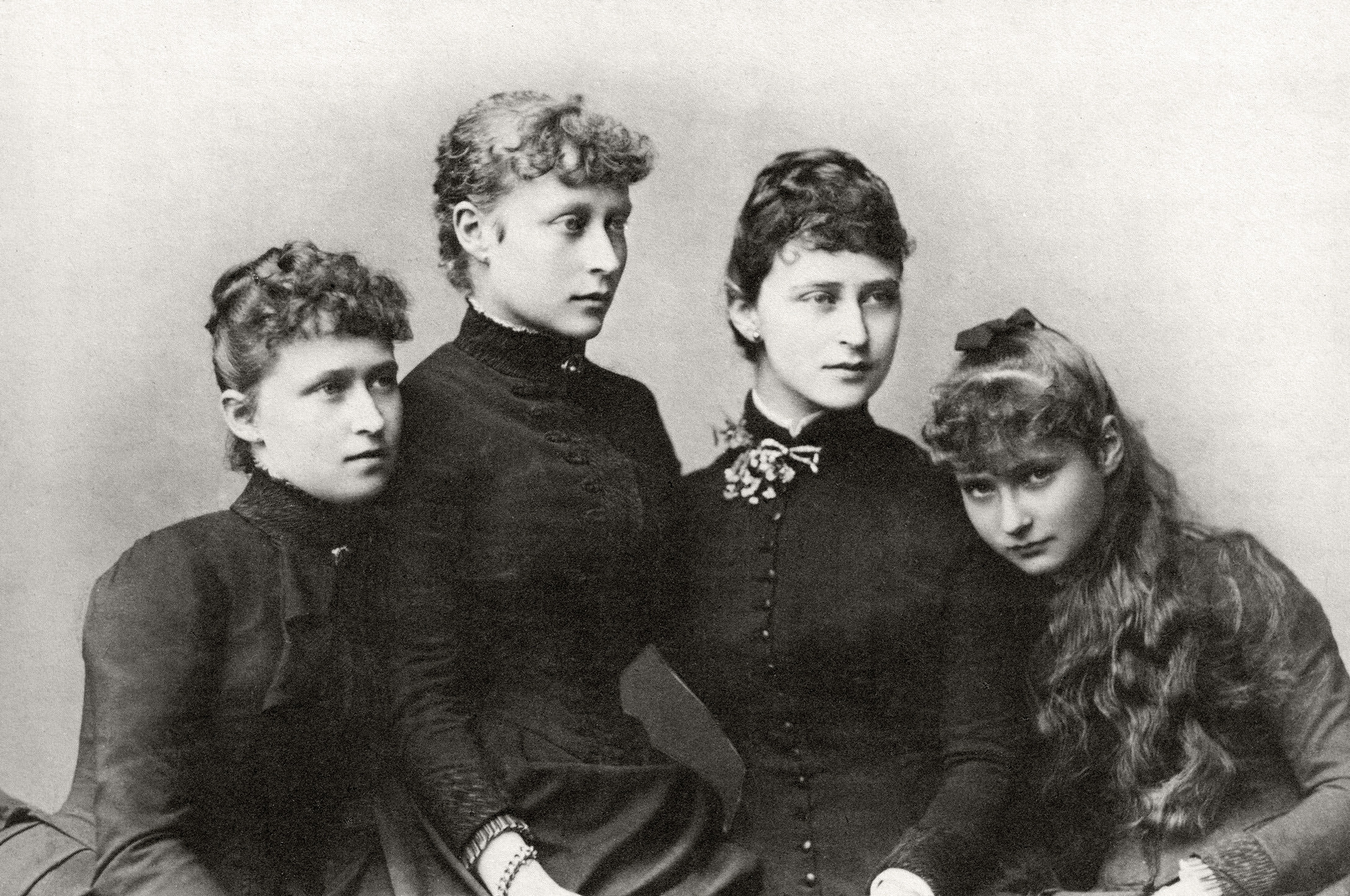
Принцессы Ирена, Виктория, Елизавета и Алиса (1885)

### Ранняя жизнь и семья
Ирена родилась 11 июля 1866 года в Новом дворце в Дармштадте. Родителями новорождённой были Людвиг IV, великий герцог Гессенский и Алиса, принцесса Великобританская, Ирландская и Саксен-Кобург-Готская. Со стороны отца она была внучкой принца Карла Гессенского, и Елизаветы Прусской, со стороны матери — принца Альберта Саксен-Кобург-Готского, и Виктории, королевы Великобритании и императрицы Индии. Ирена стала третьей дочерью и ребёнком в семье, где всего родилось семеро детей. Имя Ирена переводится с греческого языка как «мир», и новорожденная получила его в честь окончания австро-прусской войны. Мать Ирены с детства считала дочь непривлекательным ребёнком, она писала своей старшей сестре Виктории, что «дочь не слишком хороша». Великая герцогиня растила дочерей в строгости, не давала им сидеть без дела. Детей кормили обычной едой, например им подавали рисовый пудинг и печёные яблоки. Специально из Англии были выписаны няни и гувернантки. Девочки носили обычные платья, занимались домашними делами. Их учили готовить еду, самостоятельно заправлять постели, убирать за собой в своей комнате. Герцогиня Алиса брала детей с собой во время посещения больниц и благотворительных учреждений.
В 1873 году в семье произошёл несчастный случай. Младший брат Ирены, принц Фридрих, прозванный в семье Фритти, упал через окно на каменную лестницу, ударившись головой об перила. Он скончался через несколько часов от кровоизлияния в мозг. Для семьи это стало большой потерей. В течение последующих месяцев мать брала детей с собой во время посещения могилы Фридриха. Осенью 1878 года Ирена, её братья и сёстры, кроме Елизаветы, заболели дифтерией. Через несколько дней умерла младшая из детей в семье, принцесса Мария, прозванная Мей. Через несколько дней заболела сама герцогиня, две недели спустя её не стало. Она умерла в годовщину смерти своего отца, принца Альберта, 14 декабря 1878 года. Елизавета и её старшая сестра Виктория стали заботиться о младшем брате и сёстрах, взяв на себя все домашние обязанности.
После смерти герцогини, королева Виктория стала часто приглашать внуков в Великобританию, где те подолгу гостили у бабушки. Дети проводили все праздники у королевы. Виктория лично писала инструкции гувернанткам детей, как те должны учить и готовить их к семейной жизни, следила за гардеробом девочек. В 1885 году Ирена вместе с младшей сестрой Алисой были подружками невесты на свадьбе принцессы Беатрисы, младшей дочери королевы Виктории, которая выходила замуж за немецкого принца Генриха Баттенберга.

### Брак

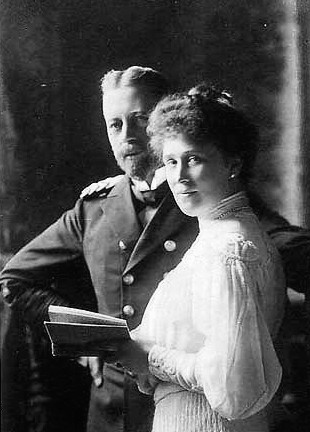
Ирена и Генрих Прусский

24 мая 1888 года Ирена вышла замуж за своего двоюродного брата принца Генриха Прусского, второго сына Фридриха III и Виктории Великобританской, младшего брата кайзера Вильгельма II. Это вызвало негодование бабушки обоих супругов, королевы Виктории, по той причине, что она узнала о свадьбе, когда всё уже было решено без её на это согласия.
В этом же году умер от рака император Фридрих III, который правил всего 100 дней, и на престол взошёл брат Генриха Вильгельм II. Вдовствующая императрица Виктория любила свою невестку, но была недовольна ею, когда та не носила платок или шарф, чтобы скрыть свою первую беременность. В следующем году она родила сына. Брак Ирены и Генриха был счастливым, в семье родилось трое сыновей. Первый сын супругов, принц Вальдемар страдал от гемофилии, также, как и его младший брат Генрих и двоюродный брат цесаревич Алексей, а также некоторые другие члены королевских семей Европы, которым королева Виктория передала это заболевание через своих дочерей. В 1904 году сын Ирены Генрих погиб в 4-летнем возрасте.
Старшая сестра Ирены Виктория вышла замуж за принца Людвига Баттенбергского. У них было четверо детей, среди которых королева Швеции Луиза, а внук Виктории, принц Филипп Греческий, стал супругом королевы Великобритании Елизаветы II. Две младшие сестры Ирены, принцессы Елизавета и Алиса, вошли в императорскую семью России: Елизавета вышла замуж за великого князя Сергея Александровича, дядю Николая II, а Алиса стала женой последнего. В 1891 году Елизавета перешла из лютеранства в православие. Это известие очень опечалило Ирену. Она писала отцу, что «ужасно плакала из-за решения Елизаветы». В следующем году великий герцог Людвиг IV, отец Ирены, скончался. Его преемником стал единственный брат Ирены, Эрнст, который был женат на их кузине, Виктории Мелите Эдинбургской. На торжествах по случаю свадьбы Эрнста и Виктории Мелиты, младшая сестра Ирены Алиса обручилась с цесаревичем Николаем Александровичем. Ирена не желала, чтобы ещё одна её сестра перешла в православие, но сделать ничего не могла. Несмотря на это, она всегда поддерживала с сёстрами тёплые отношения.
В 1907 году Ирена сопровождала великую княгиню Марию Павловну в Швецию, когда та выходила замуж за принца Вильгельма. Мать Вильгельма, королева Швеции Виктория, была близкой подругой Ирены и её сестры Елизаветы. Брак был заключён из-за политических мотивов, великая княжна очень противилась этому союзу. Мария Павловна позже писала, что Ирена оказывала на неё сильное давление для заключения брака. В 1912 году Ирена оказывала всяческую поддержку своей сестре Алисе, когда её сын Алексей чуть не умер от осложнений гемофилии в императорском охотничьем доме в Польше.

### Последующая жизнь
С началом Первой мировой войны Ирена и её сёстры оказались по разные стороны фронта. Когда война кончилась, она получила известие, что обе её сестры были убиты большевиками. Через некоторое время последовало отречение от престола императора Вильгельма II. Династия Гогенцоллернов потеряла свою власть, однако Ирене и её супругу удалось сохранить некоторое имущество, включая имение Хеммельмарк на севере Германии, которое унаследовал их сын Сигизмунд, а затем его дочь, принцесса Барбара.
Когда в 1920-х годах в Берлине объявилась Анна Андерсон, которая выдавала себя за великую княжну Анастасию Николаевну, якобы выжившую дочь императора Николая II, Ирена встретилась с этой женщиной. Она не поверила самозванке. В 1928 году, по переезде Анны Андерсон в Соединённые Штаты, в печати была опубликована так называемая «Романовская декларация», в которой оставшиеся в живых члены императорского дома решительно открещивались от родства с ней. Этот документ подписала и принцесса Ирена Прусская. Позже она писала: «Я сразу поняла, что эта женщина не моя племянница. Хотя я не видела её уже лет девять, черты лица не могли измениться до такой степени, глаза, уши… На первый взгляд можно было бы подумать, что передо мной великая княжна Татьяна…». Сын принцессы Ирены, принц Сигизмунд, позже отправил Анне список вопросов, на которые, по его утверждению, только Анастасия могла дать правильные ответы. Считается, что женщина безошибочно ответила на все вопросы.

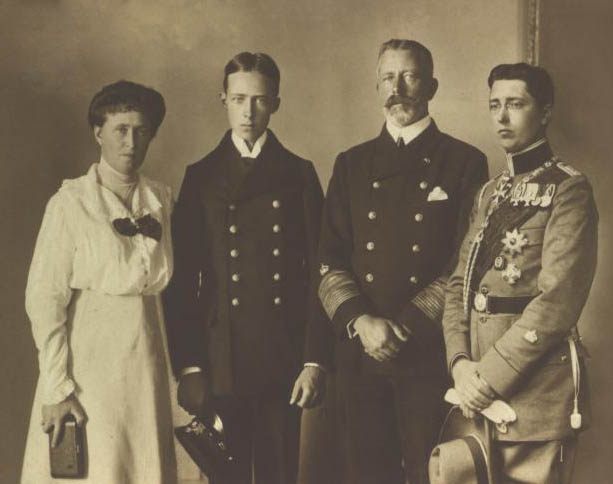
Ирена вместе с супругом и двумя сыновьями, Сигизмундом (левее) и Вальдемаром

Принц Генрих Прусский умер в 1929 году. В 1945 году старший сын Ирены, принц Вальдемар, умер от гемофилии. Сама Ирена умерла в 1953 году, пережив всех своих сестёр и братьев. У неё остался сын, двое внуков, два правнука и шесть праправнуков.

### Дети
От брака с принцем Генрихом Прусским родилось трое сыновей:
- принц Вальдемар Вильгельм Людвиг Фридрих Генрих Виктор (1889—1945) — женился на принцессе Каликсте Липпской[англ.], детей не имели;
- принц Виктор Август Генрих Карл Сигизмунд (1896—1978) — женился на принцессе Шарлотте Саксен-Альтенбургской, имели сына и дочь;
- принц Генрих Виктор Людвиг Фридрих[англ.] (1900—1904) — умер в возрасте 4 лет от гемофилии.